# Takashi Abe
Takashi Abe (安部 崇士 Abe Takashi?), född 15 juli 1997 i Osaka prefektur, är en japansk fotbollsspelare.
Abe började sin karriär 2020 i Tokushima Vortis.